# Abbot Suger

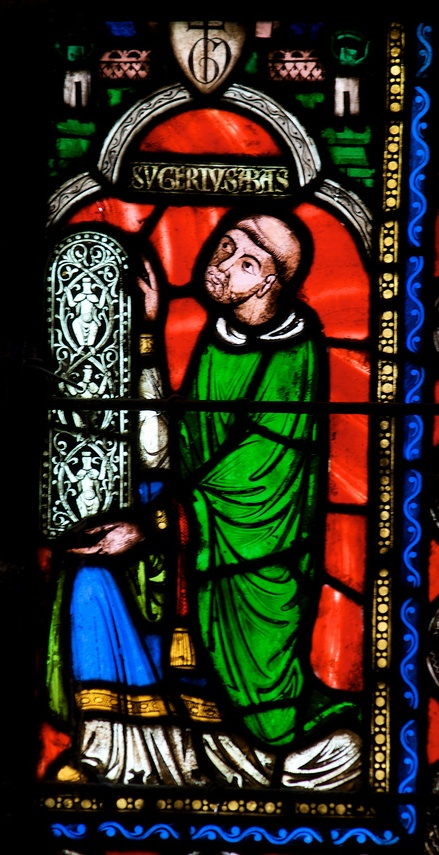
Abbot Suger, glasmålning i klosterkyrkan Saint-Denis.

Abbot Suger, född 1081, död 13 januari 1151 i Saint-Denis, var en fransk abbot, statsman och historiker.
År 1137 följde Suger den blivande kungen Ludvig VII till Akvitanien vid prinsens giftermål med Eleonora av Akvitanien. Under det andra korståget var han en av rikets regenter (1147–1148). Han var starkt emot kungens skilsmässa då han föreslagit giftermålet. Även om han var emot det andra korståget, började han vid tiden för sin död predika om ett nytt korståg. 
Suger tjänade som rådgivare och var vän både till Ludvig VI och Ludvig VII och hade en betydande maktposition. Abbot Suger lät uppföra den gotiska klosterkyrkan Saint-Denis.